# Gomphocarpus physocarpus
Gomphocarpus physocarpus, im Deutschen auch, zusammen mit Gomphocarpus fruticosus, Schwanen-Seidenpflanze oder Ballonpflanze genannt, ist eine Pflanzenart der Gattung Gomphocarpus aus der Unterfamilie der Seidenpflanzengewächse (Asclepiadoideae), die ursprünglich im südlichen Afrika beheimatet war und inzwischen in weiten Teilen der Welt verwildert ist.

## Beschreibung

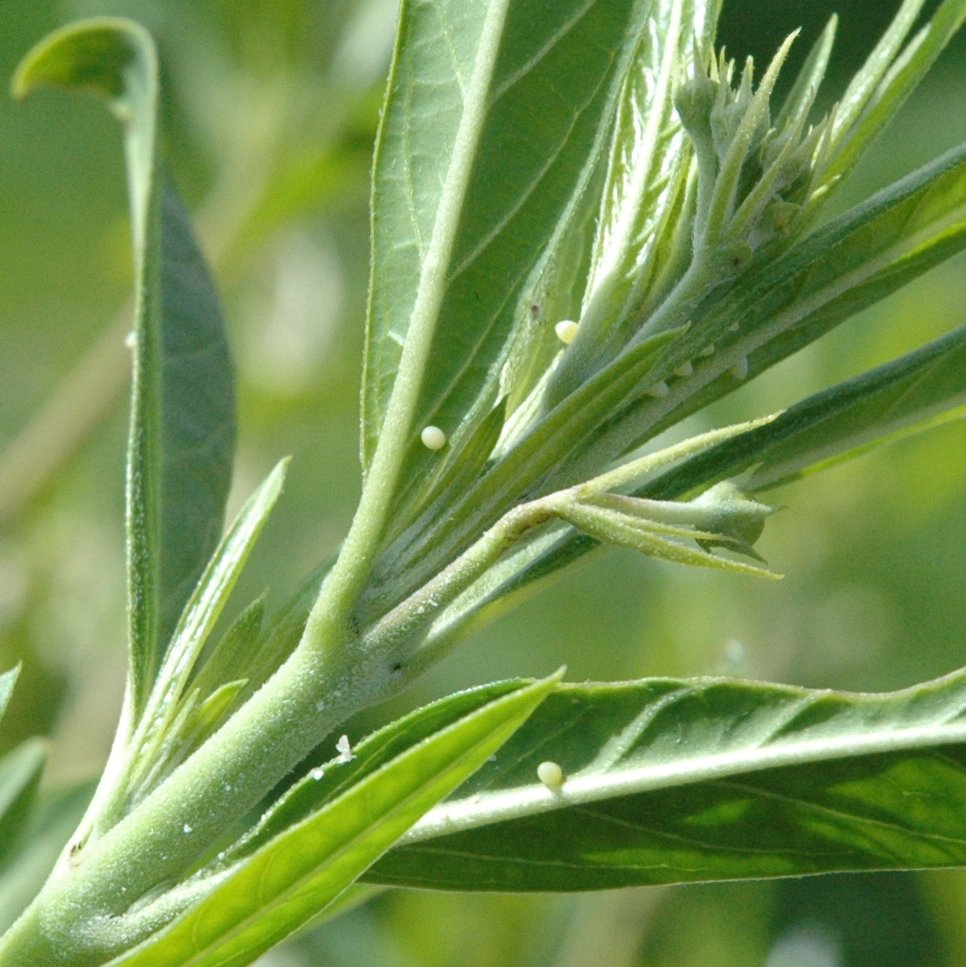
Gegenständige Laubblätter mit Eiern des Monarchfalters

### Erscheinungsbild und Blatt
Gomphocarpus physocarpus wächst als Halbstrauch oder Strauch, der eine Wuchshöhe von 1 bis zu 2,5 Metern erreicht. Alle Pflanzenteile enthalten einen weißen, giftigen Milchsaft. Sie bildet eine Pfahlwurzel mit faserigen Wurzeln. Die wenigen unten verholzten Stämme sind verzweigt. Die Rinde der jungen, hohlen Zweige ist hell gelblich-grün und abstehend, weiß, flaumig behaart (Trichome).
Die gegenständig angeordneten Laubblätter besitzen einen 3 bis 12 mm langen Blattstiel. Die ganzrandige Blattspreite ist 5 bis 10 (bis 12) cm lang und 0,5 bis 1,5 (bis 2) cm) breit, schmal länglich bis schmal lanzettlich mit einer keilförmigen Spreitenbasis und einem zugespitzten oder spitzen Ende. Die Blattunterseite ist spärlich flaumig behaart und die fast kahle Blattoberseite besitzt Haare vor allem entlang der Mittelrippe.

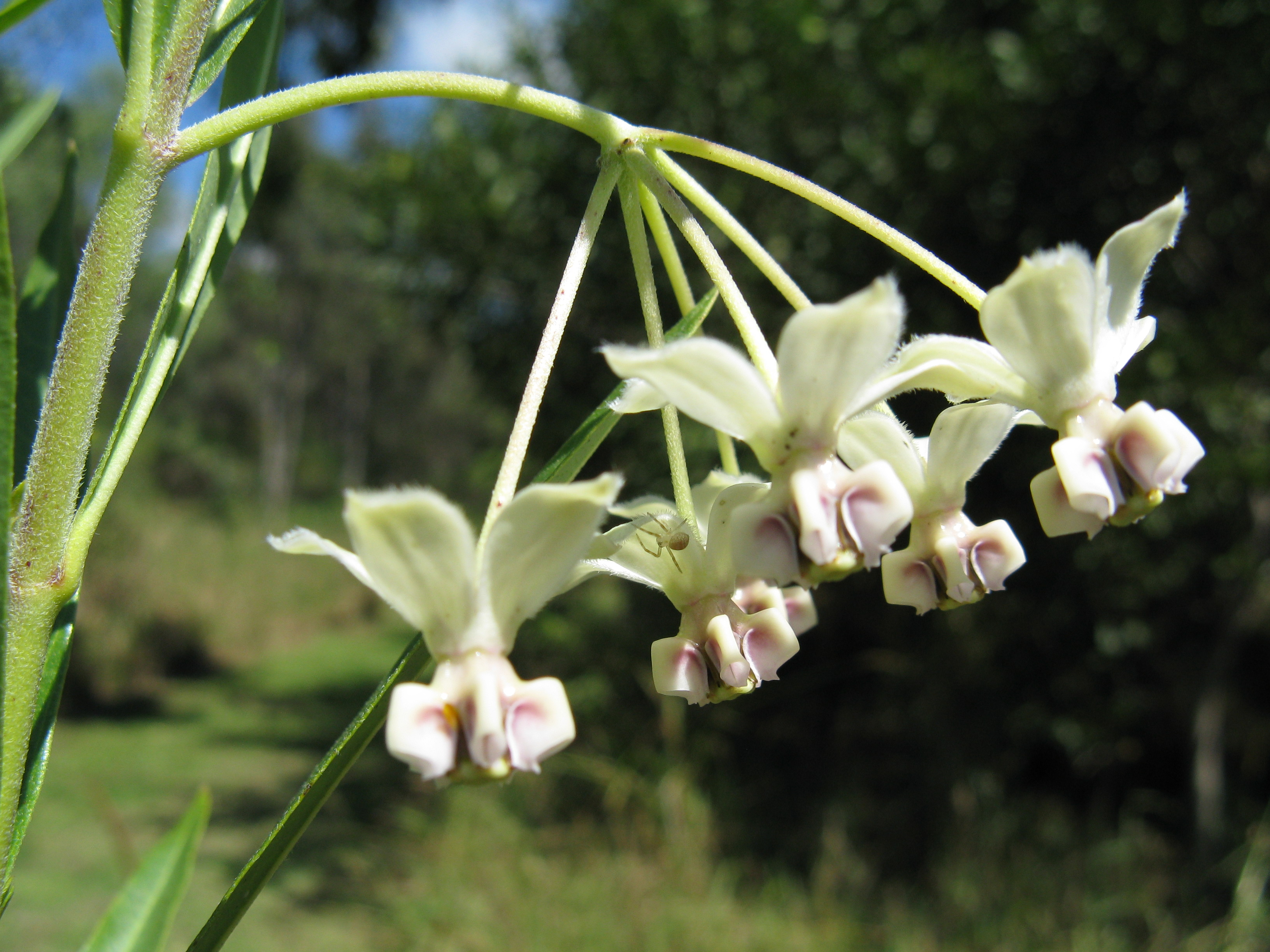
Doldenartiger Blütenstand

### Blütenstand und Blüte
Der außerhalb der Blattachseln stehende, nickende, doldenartige Blütenstand enthält fünf bis zwölf Blüten. Der 1,5 bis 3,5 cm lange Blütenstandschaft ist dicht flaumig behaart, die Flaumhaare stehen ab. Die Tragblätter sind hinfällig. Die dicht flaumig behaarten Blütenstiele messen (1 bis) 1,5 bis 2 (bis 3) cm in der Länge.
Die zwittrigen Blüten sind fünfzählig und radiärsymmetrisch. Die fünf flaumig behaarten Kelchblätter sind 3 bis 4 mm lang sowie 1 mm breit, schmal dreieckig oder lanzettlich und spitz auslaufend. Die fünf stark zurückgebogenen Kronblätter sind weiß und außen kahl. Sie sind innen mit kleinen Papillen besetzt, am rechten inneren Rand mit langen weißen Haaren. Die Blütenkrone weist einen Durchmesser von 1,4 bis 2 cm auf. Die an den Rändern dicht behaarten, zurückgebogenen Kronblattzipfel sind 5 bis 8 mm lang und 3 bis 4,5 mm breit, eiförmig und zugespitzt. Das Gynostegium steht auf einem 1,5 bis 2 mm hohen Stiel. Die weißen, häufig auf rosa- oder purpurfarben getönten Nebenkronzipfel sind kapuzenförmig und so hoch wie das Gynostegium. Der obere Rand ist proximal in zwei kurze, nach außen gebogene oder auch gerade, etwa 0,5 mm lange „Zähne“ ausgezogen mit einer großen Nektardrüse. Die innere Höhlung ist ohne „Zahn“. In der Seitenansicht sind sie annähernd quadratisch bis rechteckig, 2 bis 3 mm hoch und 1,5 bis 2 (bis 2,5) mm breit. Die Narbe ist flach. Die Flügel der Staubbeutel sind 1,8 bis 2 mm lang, die Ränder sind schwach sinusartig gebogen. Das schwarz gefärbte Corspuculum ist eiförmig bis annähernd zylindrisch und misst 0,4 mm in der Höhe und 0,15 mm in der Breite (Dicke). Die seitlichen Krempen sind durchscheinend. Die ca. 0,3 mm langen Caudiculae sind abgeflacht und abgeknickt. Die abgeflachten Pollinien  messen 1,6 in Höhe und 0,4 mm in der Breite und haben ein verkehrt-lanzettliche Form.
Die Blüten sind sehr nektarreich. Häufig hängt ein Tropfen Nektar an der Blüte. In geeigneten Habitaten kann Gomphocarpus physocarpus das gesamte Jahr über blühen.

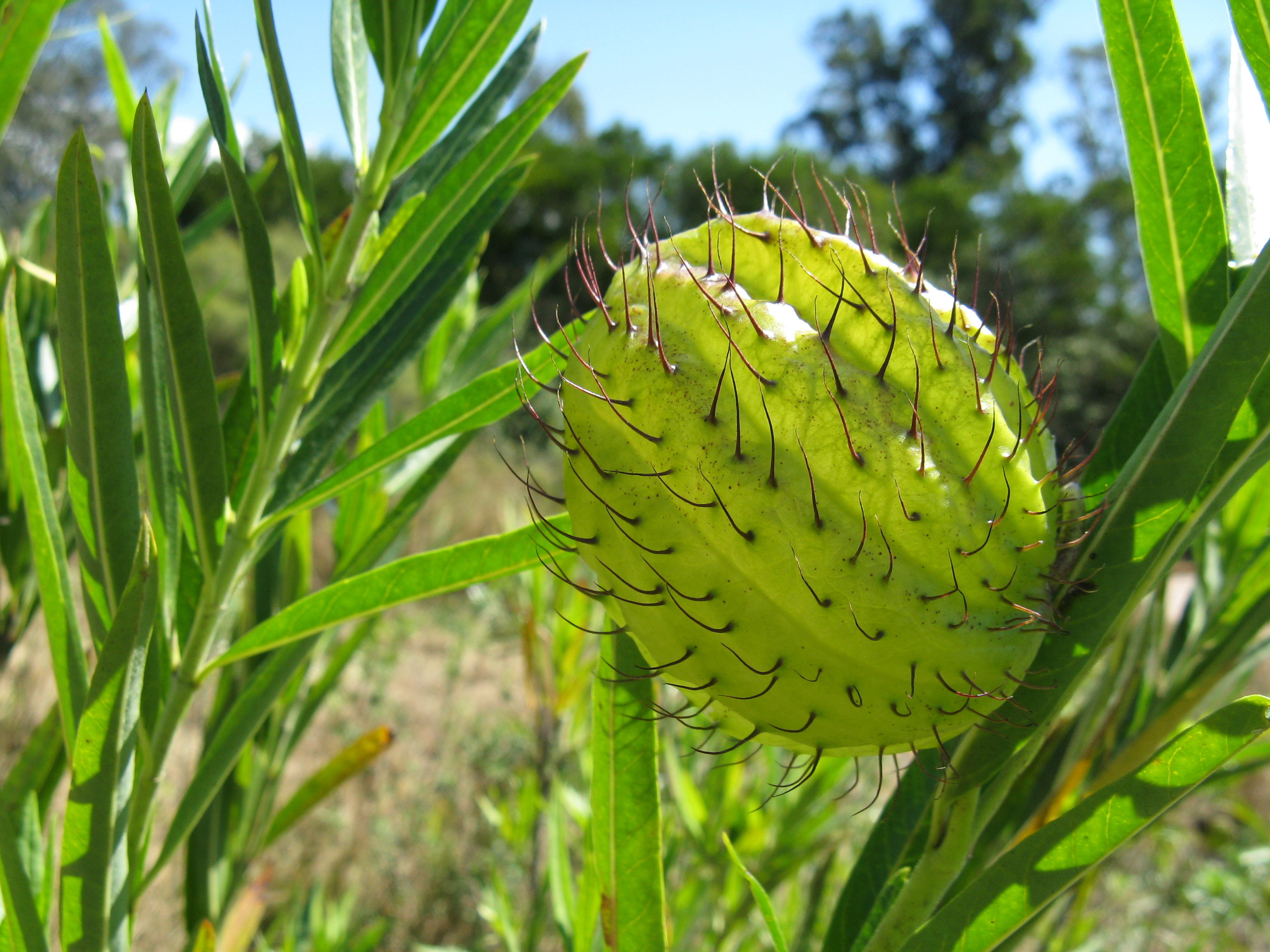
Balgfrucht

### Früchte und Samen
Die Balgfrüchte sind 6 bis 8 cm lang bei einem Durchmesser von 2,5 bis 5 cm, schräg eiförmig, rundlich oder annähernd rundlich und etwas abgeflacht auf einer Seite sowie schräger Basis. Die besitzen aber keinen schnabelartigen Fortsatz am apikalen Ende, das gerundet ist. Sie sind anfangs wollig behaart mit fadenförmigen Trichomen (auch „weiche Borsten“ oder „weiche Stacheln“ genannt), die bis 1 cm lang sein können. Bei Reife verkahlen sie. Die Samen sind etwa 4,5 mm lang und etwa 2 mm breit, eiförmig mit einer konvexen und einer konkaven Seite. Die Samenschale ist warzig. Der glänzend weiße Haarschopf ist etwa 3 cm lang.

### Chromosomenzahl
Die Chromosomenzahl beträgt 2n = 22.

## Unterschiede zu ähnlicher Art
Gomphocarpus physocarpus ist der Baumwoll-Seidenpflanze (Gomphocarpus fruticosus) sehr ähnlich, weshalb beide in der floristischen Praxis oft nur gemeinsam als „Ballonpflanze“ bezeichnet werden. Zu unterscheiden sind sie vor allem durch die eiförmigen Balgfrüchte, die bei Gomphocarpus fruticosus zu einem apikalen schnabelförmigen Fortsatz ausgezogen sind, der ihnen den Trivialnamen „Schwanenpflanze“ einbrachte, während die Früchte bei Gomphocarpus physocarpus eine rundliche Spitze ohne Fortsatz besitzen. Des Weiteren sind die Nebenkronzipfel bei der Baumwoll-Seidenpflanze länglich mit am oberen Rand gut entwickelten „Zähnen“, während die „Zähne“ bei Gomphocarpus physocarpus nur schwach ausgebildet sind und der obere Rand nach außen abfällt. Im Gesamthabitus schließlich ist die Baumwoll-Seidenpflanze schon an der Basis stärker verzweigt, während Gomphoceras physocarpus einen Hauptstamm aufweist, der sich erst weiter oben verzweigt.
Ebenfalls oft als „Ballonpflanze“ bezeichnet, jedoch nicht mit der hier vorgestellten Art verwandt ist die inzwischen auch im süddeutschen Raum angebaute Ballonrebe (Cardiospermum halicacabum).

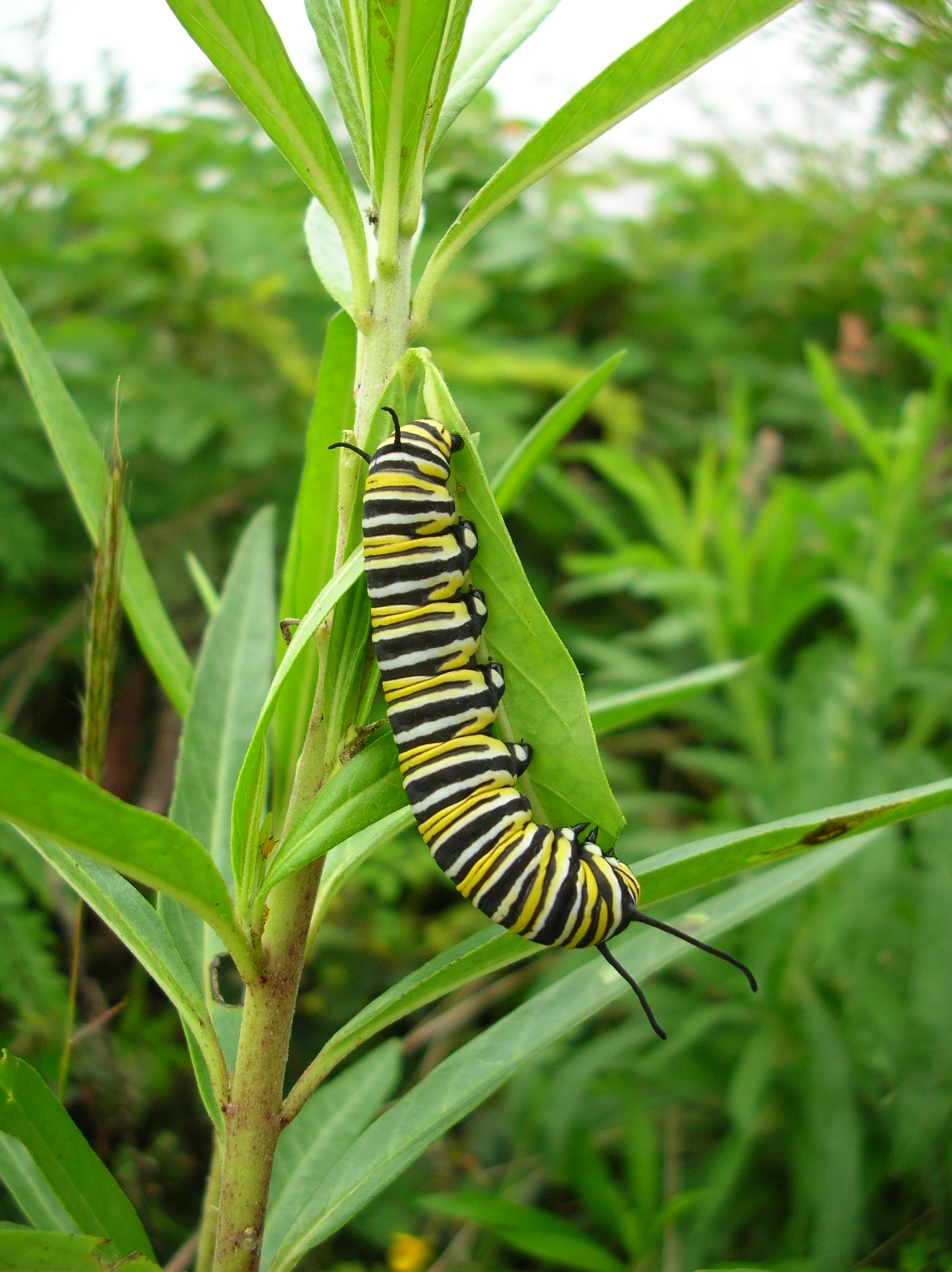
Raupe des Monarchfalters (Danaus plexippus) auf Gomphocarpus physocarpus

## Synökologie
Gomphocarpus physocarpus ist im ursprünglichen Verbreitungsgebiet eine wichtige Nahrungspflanze für die Raupen des Kleinen Monarch-Falters (Danaus chrysippus orientis). Die Raupen sind immun gegen die Alkaloide der Pflanze, die sie in ihrem Körper anreichern. Sie überdauern die Puppenphase und machen die Falter für potentielle Fressfeinde giftig und übelschmeckend.
Gomphocarpus physocarpus ist in manchen Regionen, in denen sowohl diese Pflanzenart wie auch diese Falterart eingeschleppt oder eingewandert sind, eine wichtige Nahrungspflanze für die Raupen des Monarchfalters (Danaus plexippus). Auch für Euploea core stellt Gomphocarpus physocarpus eine mögliche Nahrungspflanze dar. Allerdings sterben doch die meisten Raupen vor Erreichen des 2. Larvenstadiums.
Nach 2009 publizierten Beobachtungen von Gareth Coombs, Craig I. Peter und Steven D. Johnson werden die Blüten von Gomphocarpus physocarpus im ursprünglichen Verbreitungsgebiet in Südafrika hauptsächlich von Faltenwespen-Arten bestäubt. Es handelt sich dabei um Arten der Gattung Polistes und Belonogaster.
Der große Erfolg bei der Besiedlung anderer Gebiete als das ursprüngliche Verbreitungsgebiet ist durch die Entwicklung des Generalisten-Wespen-Bestäubungssystems möglich geworden. Das Vorhandensein von ähnlichen bzw. verwandten Wespen-Arten in diesen Gebieten hat zur Ausbreitung dieser Art wesentlich beigetragen. In einer nur wenig älteren Arbeit beobachtete Paul Forster in Australien, wo Gomphocarpus physocarpus eingeschleppt ist, Arten der Familien Faltenwespen (Vespidae), Wegwespen (Pompilidae) und Schlupfwespen (Ichneumonidae) beim Übertragen der Pollinien. Auch Exemplare des Monarchfalters (Danaus plexippus), die Westliche Honigbiene (Apis mellifera) und verschiedene Ameisen-Arten (Fam. Formicidae) wurden beobachtet, wie an ihnen Pollinien klebten. Ein Einführen dieser Pollinien-Pakete in die Blüten konnte dagegen bei diesen Arten nicht beobachtet werden.

## Vorkommen
Das Verbreitungsgebiet von Gomphocarpus physocarpus war ursprünglich auf Südafrika, Eswatini und das südliche Mosambik beschränkt. Gomphocarpus physocarpus kommt heute in Afrika auch in Kenia, Tansania und Uganda in geeigneten Habitaten vor. Sie ist heute fast weltweit in geeigneten Lebensräumen verwildert. Bereits 1868 wurde Gomphocarpus physocarpus als verwildert in Australien publiziert.
Sie wächst auf zeitweise feuchtem Weideland und saisonalen Überflutungsbereichen, aber auch in von Menschen beeinflussten Habitaten. Sie kommt in Höhenlagen von 0 bis etwa 1000 Meter vor, lokal auch höher, bis zu 1800 Meter in der Nähe von Johannesburg oder auch in Ostafrika.

## Systematik
Die Erstbeschreibung von Gomphocarpus physocarpus erfolgte 1838 durch den deutschen Botaniker Ernst Heinrich Friedrich Meyer. Das Artepitheton physocarpa leitet sich von den griechischen Wörtern physa für Blasen und karpos für Frucht ab und bezieht sich auf aufgeblähte, blasenartige Frucht. 1885 beschrieb Eugène Pierre Nicolas Fournier die Art Gomphocarpus brasiliensis aus Brasilien. Bei der Nachuntersuchung stellte sich heraus, dass dieses Taxon identisch mit Gomphoceras physocarpus ist. Dadurch ist belegt, dass diese Art bereits deutlich vor 1885 nach Brasilien verschleppt wurde. Weitere Synonyme für Gomphocarpus physocarpus E. Mey. sind Asclepias brasiliensis (E. Fourn.) Schltr. und Asclepias physocarpa (E. Mey.) Schltr.

## Giftigkeit und Volksmedizin
Alle Pflanzenteile sind giftig. In größeren Mengen verfüttert, hat sie schon den Tod vieler Schafe verursacht.
Gomphocarpus physocarpus wurde aber auch in der traditionellen Medizin Südafrikas genutzt. Die Wurzeln wurde gegen Magenschmerzen angewendet. Die getrockneten Blätter wurden zu einem Pulver gerieben und bei Kopfschmerzen geschnupft. Der Milchsaft wurde bei Warzen angewendet.

### Internetquellen
- Alice Notten, 2010: Gomphocarpus physocarpus bei plantzafrica.com. (Abschnitt Beschreibung, Giftigkeit und Volksmedizin)